# Victor Edström
Victor Edström, född 17 mars 2000 i Luleå, är en svensk professionell ishockeyspelare. Hans moderklubb är Rutviks SK.
Victor är son till den före detta professionella ishockeyspelaren Lars Edström.